# Man of Steel (trilha sonora)
| Críticas profissionais | Críticas profissionais |
| Avaliações da crítica  | Avaliações da crítica  |
| Fonte                  | Avaliação              |
| ---------------------- | ---------------------- |
| Allmusic               | 3.5 de 5 estrelas.     |
| AvForums               | 8 de 10 estrelas.      |
| Soundtrackgeek         | 10 de 10 estrelas.     |
| Filmtracks             | 1 de 5 estrelas.       |
|                        |                        |

Man of Steel é a trilha sonora que compõe o filme de mesmo nome. O álbum foi lançado em 11 de junho de 2013. A exclusiva edição completa do álbum contém seis faixas bônus, intituladas "Are You Listening, Clark?", "General Zod",  "You Led Us Here", "This Is Madness!", "Earth" e "Arcade" (em português: "Está Escutando, Clark?", "General Zod", "Você Nos Trouxe Aqui", "Isso é Loucura!", "Terra" e "Arcade").
Hans Zimmer inicialmente negou rumores populares que ele iria compor a trilha sonora do filme. No entanto, em junho de 2012, foi confirmado que Zimmer na verdade, estaria compondo a trilha sonora do filme. Para diferenciar completamente o Homem de Aço dos filmes anteriores, a icônica "Marcha de Superman" de John Williams não está presente. A trilha sonora do terceiro trailer, intitulado "An Ideal of Hope", foi lançada on-line para que se ganhasse ouvintes, em 19 de abril de 2013. Esta música era uma versão encurtada da faixa do álbum "What Are You Going to Do When You Are Not Saving the World?". No final de abril de 2013, a lista de faixas oficial da edição completa de dois discos foi revelada.
A recepção popular foi positiva e o álbum subiu para a posição #4 no iTunes durante a primeira semana de seu lançamento. As nominações para o placar, no entanto, foram misturadas. A trilha sonora abriu na posição 9 da Billboard 200 com 32,000 cópias vendidas.

## Lista de faixas

### Edição Simples
| Disco 1 – Flight |                                                               |         |  |
| N.º              | Título                                                        | Duração |  |
| 1.               | "Look to the Stars"                                           | 2:58    |  |
| 2.               | "Oil Rig"                                                     | 1:45    |  |
| 3.               | "Sent Here for a Reason"                                      | 3:46    |  |
| 4.               | "DNA"                                                         | 3:34    |  |
| 5.               | "Goodbye My Son"                                              | 2:01    |  |
| 6.               | "If You Love These People"                                    | 3:22    |  |
| 7.               | "Krypton's Last"                                              | 1:58    |  |
| 8.               | "Terraforming"                                                | 9:49    |  |
| 9.               | "Tornado"                                                     | 2:53    |  |
| 10.              | "You Die or I Do"                                             | 3:13    |  |
| 11.              | "Launch"                                                      | 2:36    |  |
| 12.              | "Ignition"                                                    | 1:19    |  |
| 13.              | "I Will Find Him"                                             | 2:57    |  |
| 14.              | "This Is Clark Kent"                                          | 3:47    |  |
| 15.              | "I Have So Many Questions"                                    | 3:47    |  |
| 16.              | "Flight"                                                      | 4:18    |  |
| 17.              | "What Are You Going to Do When You Are Not Saving the World?" | 5:27    |  |
| Duração total:   | Duração total:                                                | 87:49   |  |

### Edição Completa
- Na versão digital da edição completa, a faixa "What Are You Going to Do When You Are Not Saving the World?" é mostrado como a primeira faixa do segundo disco, em vez da última faixa do primeiro disco.

| Disco 1 – Flight |                                                               |         |  |
| N.º              | Título                                                        | Duração |  |
| 1.               | "Look to the Stars"                                           | 2:58    |  |
| 2.               | "Oil Rig"                                                     | 1:45    |  |
| 3.               | "Sent Here for a Reason"                                      | 3:46    |  |
| 4.               | "DNA"                                                         | 3:34    |  |
| 5.               | "Goodbye My Son"                                              | 2:01    |  |
| 6.               | "If You Love These People"                                    | 3:22    |  |
| 7.               | "Krypton's Last"                                              | 1:58    |  |
| 8.               | "Terraforming"                                                | 9:49    |  |
| 9.               | "Tornado"                                                     | 2:53    |  |
| 10.              | "You Die or I Do"                                             | 3:13    |  |
| 11.              | "Launch"                                                      | 2:36    |  |
| 12.              | "Ignition"                                                    | 1:19    |  |
| 13.              | "I Will Find Him"                                             | 2:57    |  |
| 14.              | "This Is Clark Kent"                                          | 3:47    |  |
| 15.              | "I Have So Many Questions"                                    | 3:47    |  |
| 16.              | "Flight"                                                      | 4:18    |  |
| 17.              | "What Are You Going to Do When You Are Not Saving the World?" | 5:27    |  |

| Disco 2 – Experiments from the Fortress of Solitude |                                            |         |  |
| N.º                                                 | Título                                     | Duração |  |
| 1.                                                  | "Man of Steel" (Hans' Original Sketchbook) | 28:16   |  |
| 2.                                                  | "Are You Listening, Clark?"                | 2:48    |  |
| 3.                                                  | "General Zod"                              | 7:21    |  |
| 4.                                                  | "You Led Us Here"                          | 2:59    |  |
| 5.                                                  | "This Is Madness!"                         | 3:48    |  |
| 6.                                                  | "Earth"                                    | 6:11    |  |
| 7.                                                  | "Arcade"                                   | 7:25    |  |

Músicas no filme não incluídas na trilha sonora
| # | Título          | Artista(s)                   |
| - | --------------- | ---------------------------- |
| 1 | "Ring of Fire"  | Allison Crowe                |
| 2 | "Seasons"       | Chris Cornell                |
| 3 | "The Long Walk" | Marco Beltrami, Buck Sanders |

## Equipe

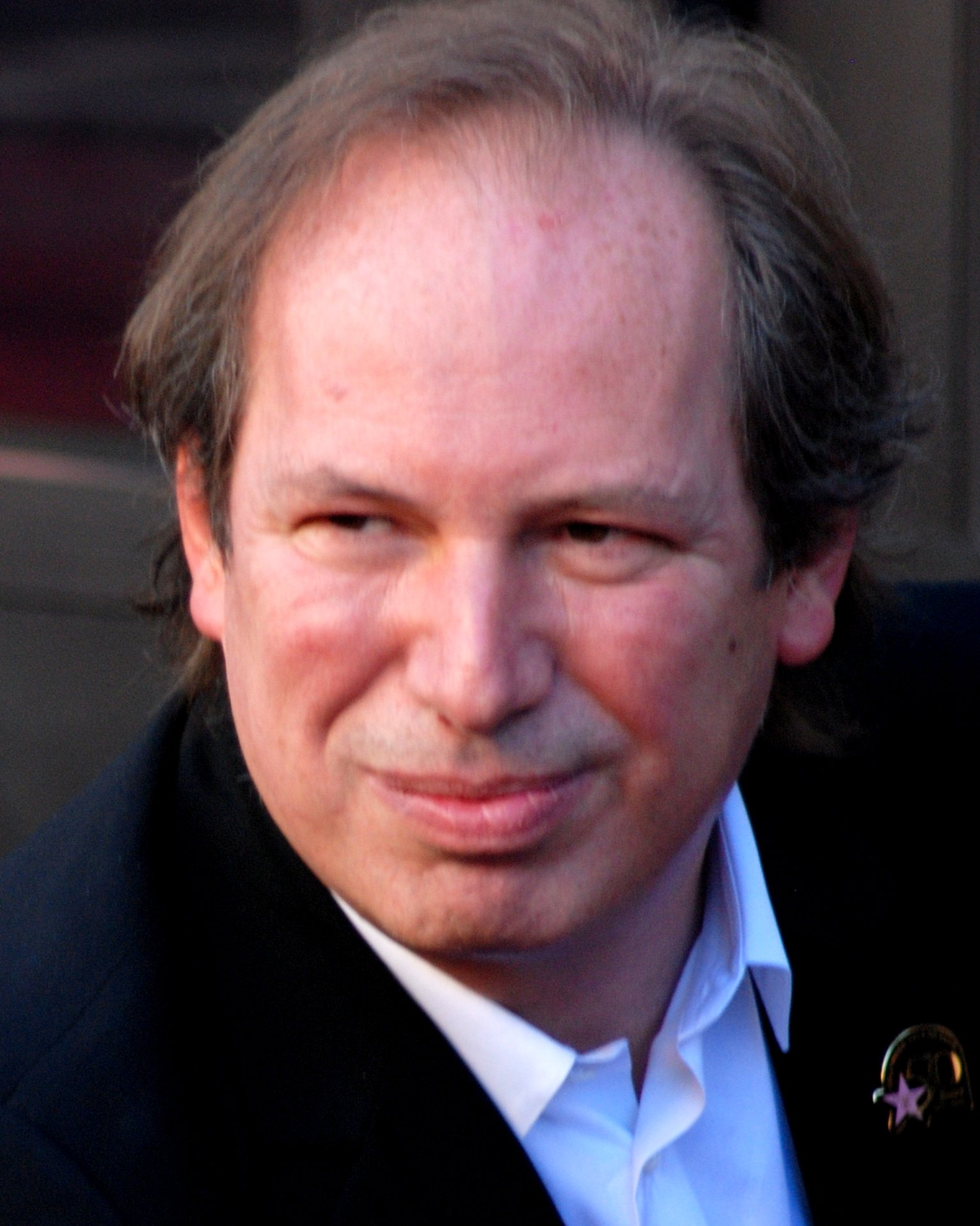
Hans Zimmer produziu e compôs a trilha sonora Man of Steel

| Artista primário - Hans Zimmer – compositor, produtor Produção - Peter Asher – co-produtor | Música adicional - Tom Holkenborg – música adicional - Atli Örvarsson – música adicional - Andrew Kawczynski – música adicional - Steve Mazzaro – música adicional - Geoff Zanelli – música adicional Gravação e equipe adicional - Mel Wesson – projeto de música ambiente - Czarina Russell – coordenador de pontuação - Steven Kofsky – serviços de produção de música - Melissa Muik – editor de música - Howard Scarr – programador de sintetizador - Mark Wherry – projeto de instrumento digital - Alan Meyerson – mixagem de trilha sonora - Hilda "Thórhildur" Örvarsdóttir – vocais Orquestradores - Bruce Fowler - Elizabeth Finch - Kevin Kaska - Rick Giovinazzo Músicos - Martin Tillman - Ryeland Allison - Pharrell Williams - Ann Marie Calhoun - Bryce Jacobs |

## Resposta da crítica
Enquanto o público entre os fãs, o placar foi reunido pelos críticos. Muitos ficaram bastante desapontados pela partitura, citando-a como sendo repetitiva, simplista e mais dependentes na bateria, embora outros reagiram mais positivamente.
Em sua crítica do filme, Ann Hornday, do The Washington Post, chamou o placar "inchado" e "semi-produzido". Jonathan Broxton do Movie Music UK elogiou as faixas "Flight" e "What are You Doing When You're Not Saving the World?" como o melhor álbum de trilha sonora, mas criticou a falta de desenvolvimento desses temas e a simplicidade da escrita, afirmando: "Para [Superman] ser confrontado com percussão insensato, tal escrita sequência é previsível, e tal simplista e repetitiva temática declaração é decepcionante no extremo." Christian Clemmensen do Filmtracks.com descartou a pontuação como um esforço de "denominador comum", criticando o uso excessivo de percussão sobre outros instrumentos, tais como instrumentos de sopro ou carrilhões. Ele concluiu, dizendo: "Em última análise, Zimmer estava certo. Ele era o homem errado para essa tarefa". James Southall, do Movie Wave, citou as preocupações com a excessiva dependência da pontuação em um efeito de bronze, apelidado de "chifre (instrumento musical) do azar" (popularizado com a música de A Origem) e escreveu: "Homem de Aço - o filme - pode não ter o Ambição de Inception - mas ainda tem suas necessidades musicais únicas, e eles simplesmente não estão satisfeitos."